# Muzeum Hajfy

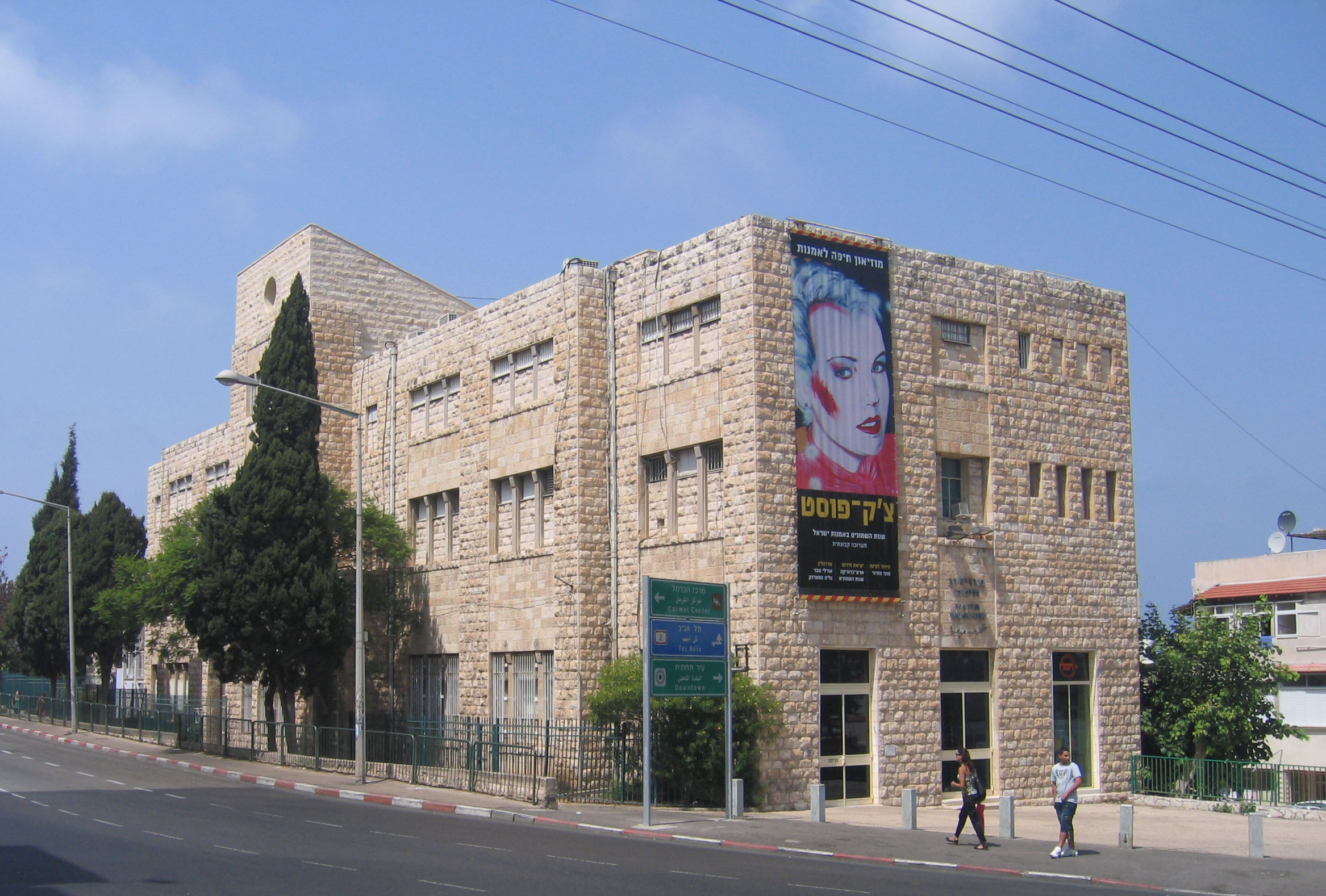
Muzeum Hajfy

Muzeum Hajfy – muzeum założone w 1949 w Hajfie. Kolekcja muzeum liczy ponad 7 tys. eksponatów, w większości współczesnej sztuki izraelskiej. Muzeum mieści w sobie:
- Muzeum Sztuki Starożytnej, które specjalizuje się w prezentacji odkryć archeologicznych dokonanych w Izraelu i rejonie Morza Śródziemnego,
- Muzeum Sztuki Współczesnej,
- Muzeum Prehistorii,
- Narodowe Muzeum Morskie,
- Muzeum Sztuki Japońskiej Tikotin.